# San Pedro de Huaca (kanton)
San Pedro de Huaca – kanton w Ekwadorze, w prowincji Carchi. Stolicą kantonu jest Huaca.